# Robert Ochsenfeld
Robert Ochsenfeld (18. května 1901 Hilchenbach-Helberhausen (Severní Porýní-Vestfálsko) – 5. prosince 1993, tamt.) byl německý fyzik. V roce 1933 objevil s Walther Meissnerem Meissnerův-Ochsenfeldův jev.
K dalšímu velkému milníku v pochopení toho, jak se chová hmota při extrémně nízkých teplotách, došlo v roce 1933. Němečtí vědci Walther Meissner a Robert Ochsenfeld zjistili, že supravodivý materiál odpuzuje magnetické pole. Magnet pohybující se v blízkosti vodiče indukuje proudy ve vodiči. To je princip, na kterém pracuje elektrický generátor. Ale v supravodiči indukované proudy přesně zrcadlí pole, které by jinak proniklo do supravodivého materiálu, což způsobí odpuzení magnetu. Tento jev je známý jako silný diamagnetismus a také je často označován jako "Meissnerův jev". Meissnerův jev je tak silný, že magnet může skutečně levitovat nad supravodivým materiálem.